# Chateau pedesclaux

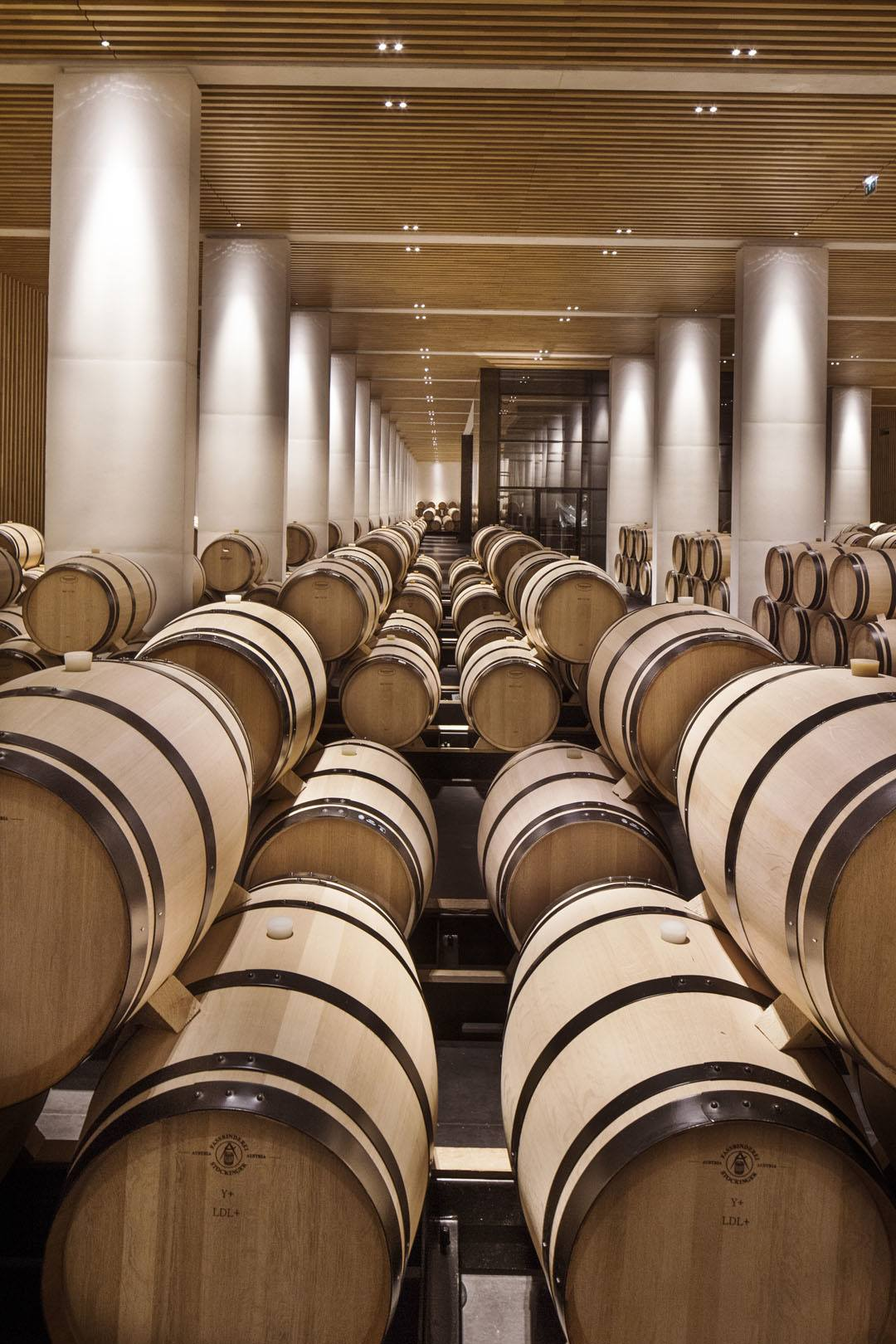
Imagen de las bodegas del Château Pédesclaux.

El Château Pedesclaux es una bodega en Pauillac, Gironde (Francia). Se encuentra en la denominación de origen Pauillac, es un quinto Grand Cru Classé, clasificación de los vinos de Burdeos de 1855.
El Château Pedesclaux fue construido en 1810 por Pierre Urbain Pédesclaux, un famoso corredor de Burdeos, que compró parcelas al Château Grand Puy Ducasse para engrandecer su viñedo. En 1855, el Château Pedesclaux pertenece a la clasificación de Napoleón III como un 5. Grand Cru Classé. En 1891, el conde de Gastebois compró y rehabilitò toda la propiedad y en 1904, su yerno, el conde de Vesins la administrò.
En 1950, Lucien Jugla compró el château. La superficie de producción era de 7 hectáreas. Luego en 1965, Lucien Jugla legò la propiedad a sus cinco hijos (Bernard, Maryse, Marie-France, Jean y Pierre). De 1996 hasta 2009, Denis, Brigitte y Pierre administraron juntos la bodega. En efecto, desde el primer de octubre de 2009, el Château Pedesclaux tiene un nuevo propietario: Ovalto Investissements.
El Château Pedesclaux tiene un viñedo de 46 ha: 44 ha sobre la denominación de origen Pauillac y 2 ha sobre la denominación de origen Haut-Médoc. El año medio de la vid es de 35 años, las cepas más antiguas son de 1950.
El viñedo se encuentra entre parcelas de algunos de los más famosos châteaus del mundo como Mouton-Rothschild o Pontet-Canet.
El suelo se compone de una mezcla con caliza, arcilla y gravilla.
El Château Pedesclaux trabaja con 4 variedades de cepas: 47% cabernet sauvignon, 48% merlot,3% petit verdot y 2% cabernet franc.
El Château Pedesclaux produce tres vinos:
- Château Pedesclaux, el primer vino Grand Cru Classé - Pauillac
- Fleur de Pédesclaux, el segundo vino, Pauillac
- Le Haut-Médoc de Pédesclaux, Haut-Médoc

- Datos: Q462845
- Multimedia: Château Pédesclaux / Q462845